# Титани
Титани (грч. Τiτᾶνες) били су у грчкој митологији предолимпски богови. Према Хесиодовој „Теогонији”, било је дванаестеро прародитеља дјеце Урана (Неба) и његове мајке, Геје (Земље), са шест мушких Титана: Океан, Кеј, Криј, Хиперион, Јапет и Хрон, и шест женских, познатих као Титанке или Титаниде (грч. Τιτανίδες): Теја, Реа, Мнемосина, Феба, Темида и Тетија. Хрон је у еротско-брачном односу са старијом сестром Реом родитељ прве генерације Олимпских богова, по троје, тј свеукупно шестеро браће и сестара: Зевс, Хад, Посејдон, Хестија, Деметра и Хера. Неки потомци Титана, попут Прометеја, Хелија и Лета, понекад се називају Титанима.
Дакле, Титани су били она генерација богова која је претходила олимпским. Срушени су као дио грчког мита о насљедству, према којем је Хрон преузео власт од свог оца Урана и владао космосом са Титанима као својим потчињенима, и како су Хрон и Титани били поражени и замијењени као владајући пантеон божанстава од стране Зевса и других олимпских богова, у десетогодишњем рату познатом као Титаномахија, исход којег је била побједа над Хроном и Титанима, који су протјерани из горњег свијета, држани заточени у Тартару, мада је очигледно да је неким од Титана било дозвољено и да остану слободни.

## Родослов

### Хесиодов родослов
Према Хесиоду, Титани потомци Урана и Геје били су Океан, Кеј, Криј, Хиперион, Јапет, Теја, Реја, Темида, Мнемосина, Феба, Тетија и Хрон. Осам браће и сестара Титана вјенчали су се међусобно: Океан и Тетија, Кеј и Феба, Хиперион и Теја и Хрон и Реја. Друга два брата Титана вјенчала су се изван уже породице. Јапет је вјенчао своју нећаку Климену, ћерку Океана и Тетије, док је Криј вјенчао своју полусестру Еурибију, ћерку Геје и Понта. Двије преостале Титанке, Темида и Мнемосина, постале су супруге свог нећака Зевса.
Од Океана и Тетије потекло је три хиљаде потамоја тј богова ријека и три хиљаде океанидских нимфи. Од Кеја и Фебе потекле су Лето, друга Зевсова жена, и Астерија. Од Крија и Еурабије потекли су Астреј, Палант и Перс. Од Хипериона и Тејеп потекле су небеске персонификације Хелије (Сунце), Селена (Мјесец) и Еос (Зора). Од Јапета и Климене потекли су Атлас, Менетије, Прометеј и Епиметеј. Од Хрона и Реје потекли су Олимпски богови: Хестија, Деметра, Хера, Хад, Посејдон и Зевс. Са Зевсом, Темида је родила три Хоре (Доба) и три Мојре (Судбине), а Мнемосина је родила девет Муза.
Док се потомци Титана Океана и Тетије, Хрона и Реје, Темиде и Мнемосине (нпр. ријечни богови, Океаниде, олимпски богови, Хоре, Мојре и Музе) обично не сматрају Титанима, потомци осталих Титана, првенствено: Лето, Хелије, Атлас и Прометеј, сами себе понекад називају Титанима.